# تينميول (آيت حمو)
تينميول هو دُوَّار يقع بجماعة سوق الخميس دادس، إقليم تنغير، جهة درعة تافيلالت في المملكة المغربية. ينتمي الدوّار لمشيخة آيت حمو التي تضم 27 دوار. يقدر عدد سكانه بـ 265 نسمة حسب الإحصاء الرسمي للسكان والسكنى لسنة 2004.

## روابط خارجية
- البوابة الوطنية للجماعات الترابية نسخة محفوظة 12 مارس 2018 على موقع واي باك مشين.
- المندوبية السامية للتخطيط